# Veerabhadran Ramanathan

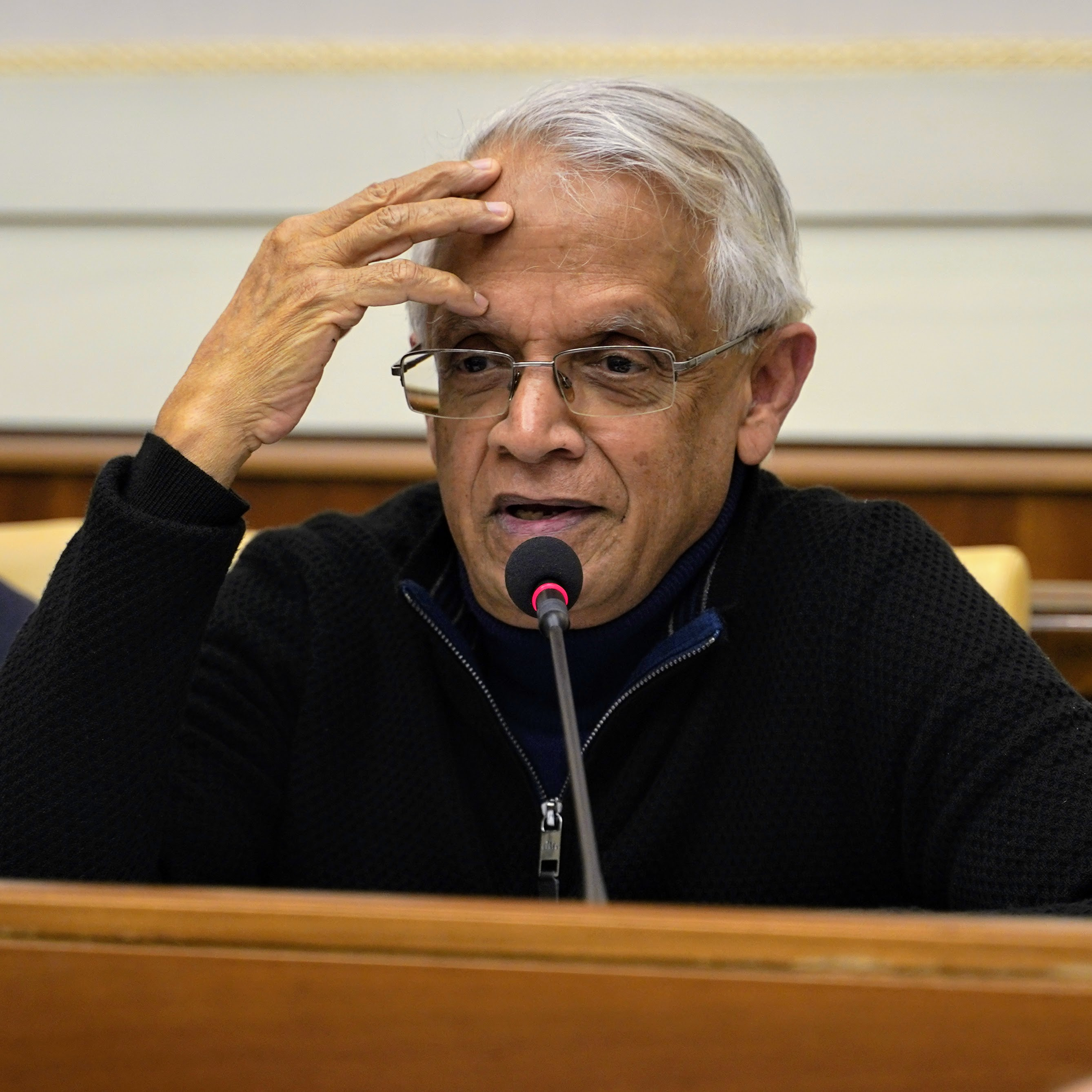
Veerabhadran Ramanathan (2020)

Veerabhadran Ramanathan (Tamil வீரபத்ரன் இராமநாதன்; geboren am 24. November 1944 in Madurai, Indien) ist ein indisch-US-amerikanischer Ozeanograph und Klimaforscher.
Er ist Professor an der Scripps Institution of Oceanography an der University of California, San Diego und leitet das Center for Clouds, Chemistry & Climate (C4). Er übernahm in der Forschungsgeschichte des Klimawandels eine zentrale Rolle, da er bereits Mitte der 1970er Jahre vor den Folgen von bis dahin nicht beachteten Treibhausgasen für die Erdatmosphäre gewarnt hatte. Seine Forschungsarbeiten zur Globalen Erwärmung und zu Atmospheric Brown Clouds vermitteln grundlegende Einsichten über das Erdklima.

## Forschung
Mitte der 1970er Jahre gehörte Ramanathan zur kleinen Gruppe jener Wissenschaftler, die vor wenig beachteten Treibhausgasen sehr geringer Konzentration warnten. Im Jahr 1981 beschrieb er, dass allein der sehr starke Treibhauseffekt der Fluorchlorkohlenwasserstoffe (FCKW) die Erdatmosphäre bis zum Jahr 2000 um ein ganzes Grad erwärmen würde, wenn die Emissionen dieses Gases nicht dramatisch reduziert werden. In einer aufsehenerregenden Arbeit aus dem Jahr 1985 konstatierte er, dass nicht weniger als 30 Spurengase als Treibhausgase wirken und der Mensch die Konzentration dieser Gase bereits deutlich erhöht habe und weiter erhöhe. Zusammengenommen hätten die Gase nahezu dasselbe Treibhauspotential wie Kohlenstoffdioxid, das zuvor alleine im Fokus der Betrachtungen stand.
Untermauert wurde die Erkenntnis Ramanathans im Jahr seiner Veröffentlichung durch die Entdeckung des Ozonlochs über der Antarktis. Atmosphärenchemiker hatten mit ihren Warnungen zur Bedrohung der Ozonschicht also recht gehabt. Und auch für fachfremde Politiker war nun ersichtlich, wie groß der Einfluss von Spurengasen geringster Konzentration auf die Atmosphäre sein kann. War die globale Erwärmung durch Kohlenstoffdioxid allein schon eine Bedrohung, war nun klar, dass das Problem im Kern deutlich größer war. Internationales Handeln war gefragt. Zwei Jahre darauf, im Jahr 1987, wurde im Rahmen des Montreal-Protokolls beschlossen, die Herstellung von FCKWs zu verbieten, und im darauffolgenden Jahr 1988 erfolgte die Gründung des Intergovernmental Panel on Climate Change, abgekürzt IPCC.

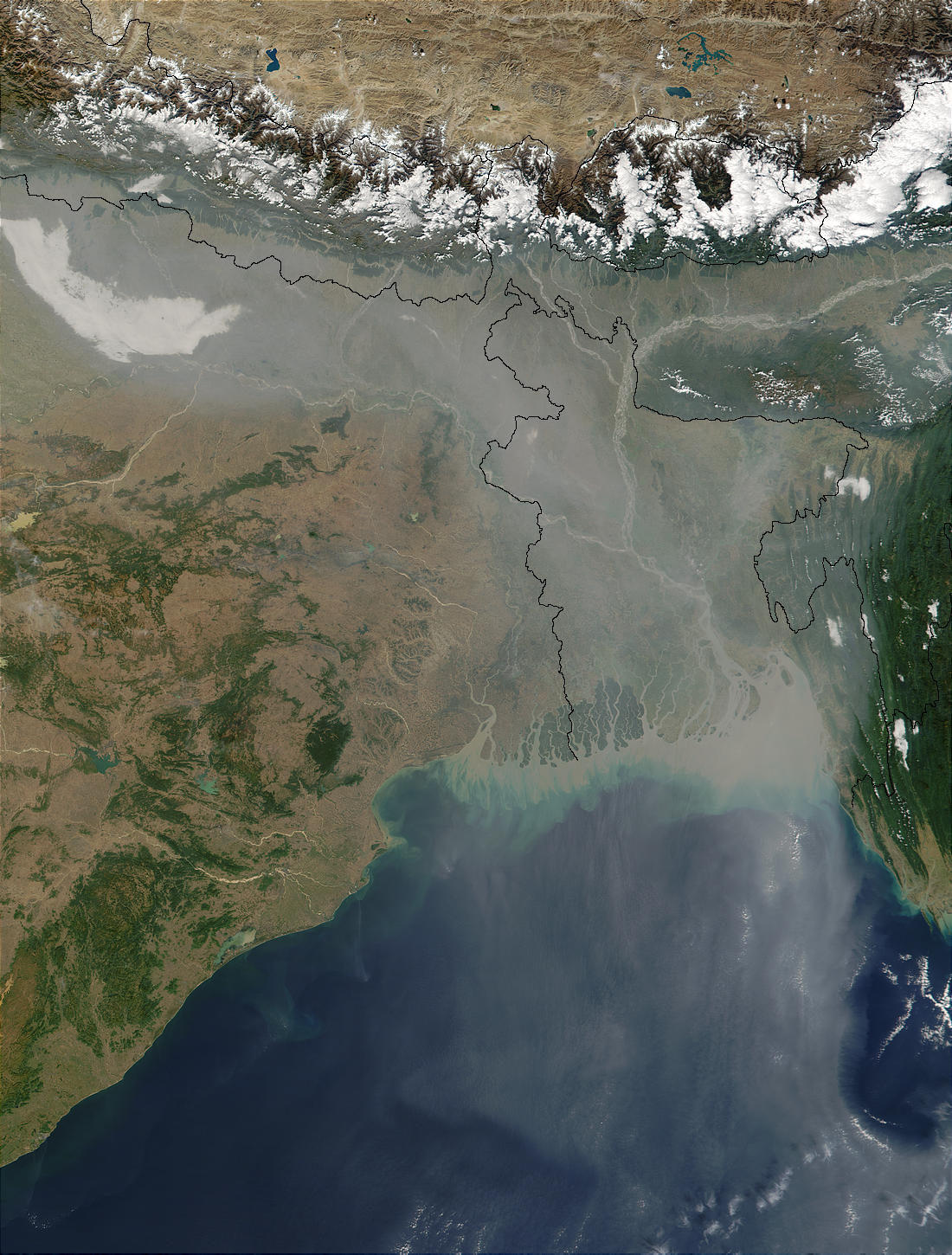
Atmospheric Brown Clouds (atmosphärische braune Wolken) über dem Nordwesten Indiens und Bangladesch, beobachtet aus dem Weltall

Ramanathan hat in mehreren Bereichen zur Erforschung der Erdatmosphäre beigetragen und befasste sich darüber hinaus mit der planetaren Zirkulation. In den letzten Jahren widmete er sich verstärkt der Erdsystemwissenschaft, vor allem im Hinblick auf die anthropogene Erwärmung und die damit verbundenen Rückkopplungen und Gefahrenschwellen verschiedener Kippelemente.
2017 definierte er gemeinsam mit seinem Kollegen Yangyang Xu von der Texas A&M University die Kategorien des Klimawandels neu, wobei sie zwei weitere hinzufügten (über drei Grad Erwärmung):
- Dangerous (Gefährlich) bei einer Erwärmung über dem Zielkorridor des Pariser Klimaabkommens,
- Catastrophic (Katastrophal) bei einer Erwärmung über drei Grad sowie
- Unknown (Unbekannt) bei einer Erwärmung über fünf Grad.

Der Artikel erschien in der Fachzeitschrift Proceedings of the National Academy of Sciences. Xu und Ramanathan rechnen mit einer Wahrscheinlichkeit von 50 Prozent, dass die Erderwärmung innerhalb von drei Jahrzehnten die gefährliche Schwelle überschreitet, sofern die Treibhausgasemissionen nicht deutlich verringert werden. Das Erreichen des katastrophalen Niveaus haben sie mit fünf Prozent Wahrscheinlichkeit definiert. Dieser Wert mag niedrig erscheinen, erläuterte Ramanathan in einem Gespräch mit der San Diego Union-Tribune: „Aber würden Sie in ein Flugzeug steigen, wenn es mit fünfprozentiger Wahrscheinlichkeit abstürzen könnte?“
Als Unknown wurde von den Wissenschaftlern ein Bedrohungsszenario beschrieben, in welchem der Klimawandel eine existentielle Bedrohung für fast alle Erdenbürger darstellt. Es wäre phasenweise derart heiß, dass Milliarden von Menschen nur mit Hilfe von Klimaanlagen überleben könnten und massive Umsiedlungen nötig würden.
Ende 2018 veröffentlichte er gemeinsam mit Yangyang Xu und David G. Victor in der Fachzeitschrift Nature eine Studie, die zu dem Schluss kam, dass die Überhitzung des Klimasystems der Erde schneller ablaufe als zuvor befürchtet. Dieser Studie zufolge könne das Zusammenwirken dreier Faktoren – zunehmender Emissionen, verringerter Luftverschmutzung und natürlicher Klimazyklen – eine Erwärmung um 1,5 °C bereits 2030, nicht erst 2040, eintreten lassen.

## Funktionen
Neben seinen Funktionen an der Scripps Institution of Ozeanograph und am Center for Clouds, Chemistry & Climate (C4) leitet er das Forschungsprojekt Atmospheric Brown Cloud (ABC) und das Project Surya, welches in Indien und Kenia kostengünstige Solarkochgeräte verteilt, so einen Beitrag zur Emissionssenkung leisten möchte und die Auswirkungen wissenschaftlich begleitet. Außerdem hält er eine UNESCO Professur am The Energy and Resources Institute (TERI) in New Delhi.

## Publikationen (Auswahl)
- Greenhouse Effect Due to Chlorofluorocarbons: Climatic Implications. In: Science. Band 190, 1975, S. 50–51, doi:10.1126/science.190.4209.50, bibcode:1975Sci...190...50R.
- mit James A. Coakley: Relative contributions of H20, CO2 and 03 to the greenhouse effect. In: Geophys. Space Phys. 16, 1978
- The Response of a Spectral General Circulation Model to Refinements in Radiative Processes. In: J. Atmos. Sci. Band 40, 1983, S. 605–630, doi:10.1175/1520-0469(1983)040<0605:TROASG>2.0.CO;2, bibcode:1983JAtS...40..605R (allenpress.com).
- Observational determination of the greenhouse effect. In: Nature. Band 342, 1989, S. 758–761.
- Cloud-Radiative Forcing and Climate: Results from the Earth Radiation Budget Experiment. In: Science. Band 243, Nr. 4887, 1989, S. 57–63, doi:10.1126/science.243.4887.57, PMID 17780422, bibcode:1989Sci...243...57R (sciencemag.org).
- mit Paul J. Crutzen: Clouds, chemistry and climate. Springer, Berlin 1995, ISBN 3-540-60433-2.
- mit Y. Feng: On avoiding dangerous anthropogenic interference with the climate system: Formidable challenges ahead. In: Proceedings of the National Academy of Sciences. Band 105, Nr. 38, 23. September 2008, ISSN 0027-8424, S. 14245–14250, doi:10.1073/pnas.0803838105.
- Why Black Carbon and Ozone Also Matter. In: Foreign Affairs, September/Oktober 2009 (gemeinsam mit Jessica Seddon Wallack)
- The Climate Threat We Can Beat. In: Foreign Affairs. Mai/Juni 2012 (gemeinsam mit David G. Victor und Charles F. Kennel)[6]
- Kristina Pistone, Ian Eisenman, Veerabhadran Ramanathan: Observational determination of albedo decrease caused by vanishing Arctic sea ice. In: Proceedings of the National Academy of Sciences. Band 111, Nr. 9, 4. März 2014, ISSN 0027-8424, S. 3322–3326, doi:10.1073/pnas.1318201111.

## Mitgliedschaften
- American Academy of Arts and Sciences
- American Association for the Advancement of Science
- American Geophysical Union
- American Meteorological Society
- Königlich Schwedische Akademie der Wissenschaften
- Päpstliche Akademie der Wissenschaften (seit 2004)
- National Academy of Sciences der USA (seit 2002)
- American Philosophical Society (seit 2006)
- Academia Europaea (seit 1996)[7]

## Auszeichnungen (Auswahl)
- 1995: Buys-Ballot-Medaille der Königlich Niederländischen Akademie der Wissenschaften
- 1997: Volvo Environment Prize
- 2002: Carl-Gustaf Rossby Research Medal der American Meteorological Society
- 2009: Tyler Prize for Environmental Achievement der University of Southern California
- 2013: Champions of Earth Award des United Nations Environment Programme (UNEP)
- 2015: BBVA Foundation Frontiers of Knowledge Award der Banco Bilbao Vizcaya Argentaria
- 2018: Tang Prize für nachhaltige Entwicklung
- Sheikh Zayed Bin Sultan Al Nahyan Prize (Preis für immaterielles Kulturerbe, unterstützt von den Vereinigten Arabischen Emiraten), vgl. UNESCO-Preise[8]